# Albino Braz
Albino Braz (Itália, 1893 - Franco da Rocha, 20 de fevereiro de 1956) foi um "paciente-artista" do Hospital Psiquiátrico do Juqueri, de reconhecido talento no campo do desenho. Suas obras foram expostas em mostras ligadas à arte psicopatológica no Brasil e no exterior e postumamente apresentadas XVI Bienal Internacional de São Paulo.

## Vida e obra
Pouco se sabe sobre as primeiras décadas de vida de Albino Braz, apenas que era de origem italiana e que residiu durante algum tempo em Jaboticabal, cidade do interior paulista, onde aparentemente foi casado antes de começar a sofrer de esquizofrenia.
Foi internado em 27 de junho de 1934 no Hospital Psiquiátrico do Juqueri, recebendo o seguinte diagnóstico do doutor Osório Cesar: "esquizofrenia, excitação ligeira, ideação rápida, associação de idéias por assonância, concordância e semelhança. Idéias de grandeza, raciocínio absurdo e ilógico, capacidade intelectual e afetividade conservadas, boa orientação espacio-temporal".
Agitado e irritadiço, Albino Braz acreditava descender de pessoas ilustres e demonstrava convicção quanto à sua grande habilidade intelectual, não obstante sua instrução rudimentar. Logo após a internação, Albino começou a desenhar na oficina de pintura do hospital. Relatórios médicos atestam que ele passava dias dedicado exclusivamente a essa atividade.
Seus desenhos, repletos de bichos estranhos, serpentes e figuras humanas, impressionam pela suspicácia, ansiedade e medo que emanam. As figuras humanas e os animais lançam olhares oblíquos uns sobre os outros, causando a sensação de constante alerta. Os corpos transmitem a ideia de tensão e paralisia, em uma atitude análoga a que se vê em alguns animais selvagens quando encurralados.
Albino Braz integrou o elenco da primeira Exposição de Arte do Hospital do Juqueri (realizada no MASP em 1948), a exposição de Arte Bruta de Paris (1949), a I Exposição Internacional de Arte Psicopatológica, também em Paris (1950) e a III Exposição Internacional do Surrealismo (São Paulo, 1967). Em 1981, seus desenhos foram expostos na XVI Bienal Internacional de São Paulo. Sua obra foi também objeto de um estudo circunstanciado de Michel Thévoz, curador da coleção de arte bruta do Castelo de Beaulieu, em Lausanne.
O Museu de Arte de São Paulo conserva 40 desenhos de sua autoria, a maioria retratando figuras humanas e animais, além de cenas eróticas. Outras obras de Albino Braz são conservadas no Instituto de Estudos Brasileiros da Universidade de São Paulo.